# Gérard Rambaud
Gérard Rambaud (1º febbraio 1959) è un ex sciatore alpino francese.

## Biografia
Specialista delle prove veloci originario di La Tronche, in Coppa del Mondo Rambaud ottenne il primo piazzamento il 17 gennaio 1981 a Kitzbühel in discesa libera (14º), l'unico podio il 13 gennaio 1985 nella medesima località in combinata (3º) e l'ultimo piazzamento, nonché suo ultimo risultato agonistico, il 21 gennaio seguente a Wengen ancora in combinata (4º). Non prese parte a rassegne olimpiche né ottenne piazzamenti ai Campionati mondiali.

## Palmarès

### Coppa del Mondo
- Miglior piazzamento in classifica generale: 49º nel 1985
- 1 podio:
  - 1 terzo posto